# Машинний епсилон

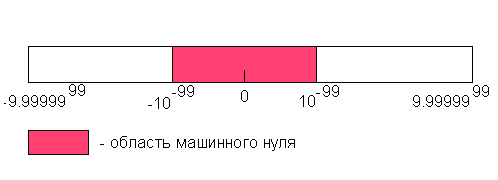
Подання машинного нуля в числах з рухомою комою за двозначного порядку

Машинний епсилон (англ. Machine epsilon) — верхня межа відносної похибки округлення чисел із рухомою комою. Абсолютне значення «машинного епсилон» залежить від розрядності сітки застосовуваної ЕОМ, типу (розрядності) використовуваних у розрахунках чисел, і від прийнятої в конкретному трансляторі структури подання дійсних чисел (кількості бітів, що відводяться на мантису і на порядок). Формально машинний епсилон зазвичай визначають як найменше з чисел ε, для якого під час машинних розрахунків з числами даного типу 1+ε>1. Альтернативне визначення — найбільше ε, для якого справедлива рівність 1+ε=1.
Практична важливість машинного епсилон пов'язана з тим, що два (відмінних від нуля) числа є однаковими з точки зору машинної арифметики, якщо модуль їх відносної різниці менший (за визначенням першого типу) або не перевершує (за визначенням другого типу) машинного епсилон.
Машинний нуль — числове значення з таким від'ємним порядком, що воно сприймається обчислювальною машиною як нуль.

## У мовах програмування

### Мова Сі
У мові Сі існують граничні константи FLT_EPSILON, DBL_EPSILON і LDBL_EPSILON, які є «машинними епсилон», відповідними першому визначенню: FLT_EPSILON = 2−23 ≈ 1.19e−07 — це машинний епсилон для чисел типу float (32 біти), DBL_EPSILON = 2−52 ≈ 2.20e−16 — для типу double (64 біти), і LDBL_EPSILON = 2−63 ≈ 1.08e−19 — для типу long double (80 біт). Для альтернативного визначення відповідні машинні епсилон будуть вдвічі меншими: 2−24, 2−53 і 2−64. У деяких компіляторах Сі (наприклад gcc, Intel's C/C++ compiler) допускається використання змінних четверної точності (_float128, _Quad). Відповідні машинні епсилон рівні 2−112 ≈ 1.93e−34 і 2−113 ≈ 9.63e−35.

## Приклад
Приклад обчислення машинного епсилона мовою Сі.
```
float
 
macheps
(
void
)

{

	
float
 
e
 
=
 
1.0f
;

	
while
 
(
1.0f
 
+
 
e
 
/
 
2.0f
 
>
 
1.0f
)

		
e
 
/=
 
2.0f
;

	
return
 
e
;

}

```

Приклад мовою C++.
```
#
 
include
 
<iostream>

#
 
include
 
<stdint.h>

#
 
include
 
<iomanip>

template
<
typename
 
float_t
,
 
typename
 
int_t
>

float_t
 
machine_eps
()

{

	
union

	
{

		
float_t
 
f
;

		
int_t
  
i
;

	
}
 
one
,
 
one_plus
,
 
little
,
 
last_little
;

	
one
.
f
  
=
 
1.0
;

	
little
.
f
 
=
 
1.0
;

	
last_little
.
f
 
=
 
little
.
f
;

	
while
(
true
)

	
{

		
one_plus
.
f
 
=
 
one
.
f
;

		
one_plus
.
f
 
+=
 
little
.
f
;

		
if
(
 
one
.
i
 
!=
 
one_plus
.
i
 
)

		
{

			
last_little
.
f
 
=
 
little
.
f
;

			
little
.
f
 
/=
 
2.0
;

		
}

		
else

		
{

			
return
 
last_little
.
f
;

		
}

	
}

}

int
 
main
()

{

	
std
::
cout
 
<<
 
"machine epsilon:
\n
"
;

	
std
::
cout
 
<<
 
"float: "
 
<<
 
std
::
setprecision
(
18
)
<<
 
machine_eps
<
float
,
 
uint32_t
>
()
 
<<
 
std
::
endl
;

	
std
::
cout
 
<<
 
"double: "
 
<<
 
std
::
setprecision
(
18
)
 
<<
 
machine_eps
<
double
,
 
uint64_t
>
()
 
<<
 
std
::
endl
;

}

```

Приклад на Python
```
def
 
machineEpsilon
(
func
=
float
):

  
machine_epsilon
 
=
 
func
(
1
)

  
while
 
func
(
1
)
+
func
(
machine_epsilon
)
 
!=
 
func
(
1
):

    
machine_epsilon_last
 
=
 
machine_epsilon

    
machine_epsilon
 
=
 
func
(
machine_epsilon
)
 
/
 
func
(
2
)

  
return
 
machine_epsilon_last

```

Виведення може бути таким (з використанням IPython):
```
In [1]: machineEpsilon(int)
Out[1]: 1
```

```
In [2]: machineEpsilon(float)
Out[2]: 2.2204460492503131e-16
```

```
In [3]: machineEpsilon(complex)
Out[3]: (2.2204460492503131e-16+0j)
```